# Calymmaria nana
Espèce
Synonymes
- Tegenaria nana Simon, 1897

Calymmaria nana est une espèce d'araignées aranéomorphes de la famille des Cybaeidae.

## Distribution
Cette espèce se rencontre dans les chaînes côtières du Pacifique aux États-Unis en Oregon et au Washington et au Canada en Colombie-Britannique sur l'île de Vancouver,,.

## Description
Les femelles mesurent de 3,72 à 4,68 mm et les mâles de 3,72 à 5,11 mm.

## Publication originale
- Simon, 1897: Description d'arachnides nouveaux. Annales de la Société Entomologique de Belgique, vol. 41, p. 8-17 (texte intégral).